# Torneo de Hobart 2015
El Moorilla Hobart International 2015 fue un evento de tenis WTA International en la rama femenina. Se disputó en Hobart (Australia), en el complejo Hobat International Tennis Center y en cancha dura al aire libre, haciendo parte de un par de eventos que hacen de antesala al Australian Open, entre el 12 de enero y 18 de enero de 2015 en los cuadros principales femeninos, pero la etapa de clasificación se disputó desde el 10 de enero.

## Cabezas de serie

### Individuales femeninos
| Tenista           | Ranking | Preclasificada |
| Casey Dellacqua   | 29      | 1              |
| Zarina Diyas      | 32      | 2              |
| Camila Giorgi     | 33      | 3              |
| Varvara Lepchenko | 26      | 4              |
| Sloane Stephens   | 34      | 5              |
| Klára Koukalová   | 39      | 6              |
| Mona Barthel      | 41      | 7              |
| Alison Riske      | 43      | 8              |

- Ranking del 5 de enero de 2015

### Dobles femeninos
| Tenista                             | Ranking | Preclasificada |
| Cara Black Zheng Saisai             | 90      | 1              |
| Klaudia Jans-Ignacik Andreja Klepač | 103     | 2              |
| Darija Jurak Megan Moulton-Levy     | 111     | 3              |
| Lara Arruabarrena Raluca Olaru      | 117     | 4              |

## Campeonas

### Individuales femeninos
Heather Watson venció a  Madison Brengle por 6-3, 6-4

### Dobles femenino
Kiki Bertens  /  Johanna Larsson vencieron a  Vitalia Diatchenko /  Monica Niculescu por 7-5, 6-3